# 愛奧尼亞 (內布拉斯加州)
愛奧尼亞（英語：Ionia）是位於美國內布拉斯加州迪克森縣的鬼鎮。

## 歷史
愛奧尼亞的郵局於1860年設立，其後於1900年停運。

## 地理
愛奧尼亞所處的海拔為高於海平面402米（即1319英呎），而該地所採用的時區為UTC-6，即北美中部时区（CST）。同時該地設有夏令時間，為UTC-6調快一小時，即UTC-5（CDT）。